# Shaanxi
Shaanxi (en chino, 陕西; pinyin, Shǎnxī; Wade-Giles, shan hsi; transcripción antigua, Shensi (escuchar)ⓘ) es una provincia de la República Popular China. Su capital es Xi'an, inicio y final de las caravanas de la Ruta de la Seda, y famosa por albergar los Guerreros de terracota.
Está ubicada al oeste de la región China del Noroeste, limitando al norte con Mongolia Interior, al este con el río Amarillo que la separa de Shanxi, y con Henan, al sureste con Hubei, al sur con Chongqing y Sichuan, al oeste con Gansu y al noroeste con Ningxia. Tiene una extensión de 205 000 kilómetros cuadrados y una población de 39 millones de habitantes (2020).
Aparte de la capital, otras ciudades destacadas son Huashan y Zhenan.
Según las reglas del sistema de transcripción fonética oficial en China, el pinyin, si no se escriben los acentos ortográficos correspondientes a los tonos, tanto Shaanxi como la vecina provincia de Shanxi se escriben igual: Shanxi, ya que la diferencia está precisamente en el tono: Shǎnxī y Shānxī, respectivamente. Para evitar confusiones cuando no se escriben los tonos, se convino escribir la provincia que nos ocupa como Shaanxi, dejando la escritura Shanxi para su vecina oriental.

## Toponimia
El topónimo Shaanxi significa "al occidente de Shan".
Durante la dinastía Zhou, los duques Zhou (周公) y Shao (召公) dividieron sus territorios usando la Meseta Shan (陝塬) como límite: Zhou  gobernó al oriente de Shan (Shandong) y Shao gobernó al occidente (Shanxi), de ahí su nombre Según las "Crónicas de la Prefectura Shanzhou" (直隶陕州志): "Shan" se refiere a un terreno rodeado de montañas o valle.
Durante un largo período histórico, Shaanxi se conocía simplemente como Qin (秦) y se usa como abreviatura histórica y cultural. Hace referencia al Estado Qin, que unificó China desde esta región.
Al romanizar los sinogramas 陕西 (Shanxi) sería el mismo que el de la provincia vecina de Shanxi, que tiene la misma pronunciación pero diferentes tonos, lo que facilita su confusión en las lenguas occidentales.  Para evitar confusiones, China reconoció la romanización Gwoyeu de 1928 que adopta la regla de la "doble escritura de la consonante superior" y (陕) se escribe como "shaan", es decir, "Shaanxi" para distinguirlo. Antes del uso del pinyin, la grafía postal era Shensi y la de Shanxi era Shansi.

## Historia
La importancia histórica de Shaanxi se inicia en la prehistoria. Aquí se encuentran restos arqueológicos de más de 6000 años de antigüedad que prueban que esta es una de las cunas de la civilización china. Un total de trece dinastías feudales diferentes tuvieron su capital instalada en esta provincia.
La dinastía Zhou probablemente tuvo su origen en Shaanxi, aunque otros historiadores afirman que fue en la vecina Shanxi. En Xianyang, cerca de Xi'an, estaba la capital de la dinastía Qin, que sería la primera en unificar todo el este del país. Esta ciudad serviría de enlace con occidente al ser el punto de partida y llegada de las distintas rutas del seda. Posteriormente se construiría la ciudad de Chang'an por la dinastía Han, que volvería a ser capital durante las dinastías Sui y Tang y una de las ciudades más grandes del mundo de esa época.
Durante el gobierno de los mongoles en el siglo XIII, Shaanxi se convirtió en provincia. Durante los años posteriores, las guerras y las hambrunas diezmaron la población, llegando a la despoblación. Como resultado, numerosos musulmánes y hui poblaron la zona, como es evidente hoy en día. Bajo la dinastía Ming, Shaanxi fue incorporada a su vecina Gansu pero volvió a separarse durante la posterior dinastía Qing.
Uno de los terremotos más devastadores de toda la historia ocurrió cerca del monte Hua, al sureste de la provincia, el 23 de enero de 1556. Se estima que pudieron morir unas 830 000 personas.
Durante la revolución comunista, los campesinos de la zona dieron su apoyo a Mao, ya que vivían en condiciones de extrema pobreza. Se calcula que más de ocho millones de personas murieron de hambre durante las diferentes hambrunas que asolaron la región entre 1876 y 1928.

## Geografía

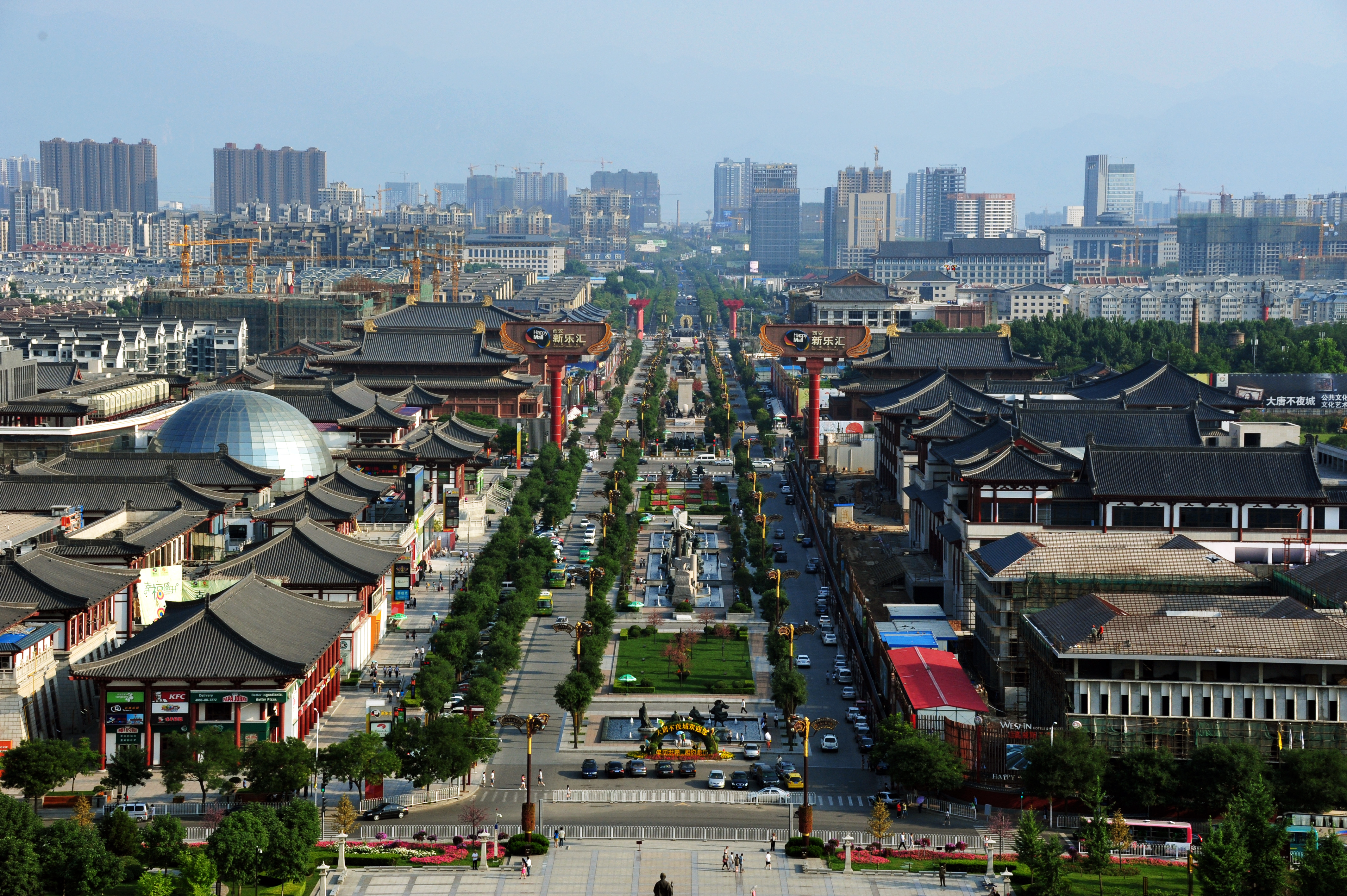
Vista del centro de Xi'an, capital de la provincia

En el norte de la región se encuentra el desierto de Gobi, a lo largo de la frontera con Mongolia Interior. Es una zona de bajas temperaturas en invierno y veranos muy calurosos.
En la zona central se halla la meseta de loes, que ocupa un 45 % de la superficie provincial. Las montañas Qinling, al sur de las cuales el clima es subtropical, recorren la provincia de este a oeste en su zona central.
El río Wei, afluente junto con el Jing, el Luo y el Wuding del río Amarillo, recorre el centro de la provincia. El río Han y el río Jialing son afluentes del Yangzi.
En el norte, el invierno y la primavera son muy secos. En el sur generalmente llueve más. La temperatura media anual oscila entre los 9 y los 16 °C. En enero la media va de -11 a 3.5 °C y en julio de 21 a 28 °C. La media anual de precipitaciones es de 5000 mm,[cita requerida] que se producen principalmente entre junio y agosto.
Ciudades importantes son: Baoji, Hanzhong, Lintong, Tongchuan, Xianyang, Yan'an y Ankang.

## División administrativa
| Mapa                    | #         | Nombre    | Capital                | Caracteres -Pinyin- | Población (2010) |
| ----------------------- | --------- | --------- | ---------------------- | ------------------- | ---------------- |
|                         |           |           |                        |                     |                  |
| — Ciudad-subprovincia — |           |           |                        |                     |                  |
| 1                       | Xi'an     | Weiyang   | 西安市 -Xī'ān Shì-     | 8,467,837           |                  |
| — Ciudad-Prefectura —   |           |           |                        |                     |                  |
| 2                       | Ankang    | Hanbin    | 安康市 -Ānkāng Shì-    | 2,629,906           |                  |
| 3                       | Baoji     | Weibin    | 宝鸡市 -Bǎojī Shì-     | 3,716,731           |                  |
| 4                       | Hanzhong  | Hantai    | 汉中市 -Hànzhōng Shì-  | 3,416,196           |                  |
| 5                       | Shangluo  | Shangzhou | 商洛市 -Shāngluò Shì-  | 2,341,742           |                  |
| 6                       | Tongchuan | Yaozhou   | 铜川市 -Tóngchuān Shì- | 834,437             |                  |
| 7                       | Weinan    | Linwei    | 渭南市 -Wèinán Shì-    | 5,286,077           |                  |
| 8                       | Xianyang  | Qindu     | 咸阳市 -Xiányáng Shì-  | 4,894,834           |                  |
| 9                       | Yan'an    | Baota     | 延安市 -Yán'ān Shì-    | 2,187,009           |                  |
| 10                      | Yulin     | Yuyang    | 榆林市 -Yúlín Shì-     | 3,351,437           |                  |

## Economía
Shaanxi produce la mitad del molibdeno de toda China y es la cuarta provincia productora de oro. También produce carbón, cuyas reservas se estiman en 161 800 millones de toneladas, la mayoría en el yacimiento de Shenmu-Fugu, uno de los más importantes del mundo por su espesor y facilidad de explotación. En el norte hay un yacimiento de gas con 350 000 millones de metros cúbicos. La producción de petróleo también es importante.
Las principales industrias son la electrónica, farmacéutica, química y alimentaria, así como la fabricación de maquinaria y la producción de energía, sin olvidar el turismo.
El PIB de Shaanxi en 2004 fue de 288 400 millones de RMB (35 780 millones de dólares) y la renta per cápita fue de 6536 RMB (789 dólares), ocupando el puesto vigesimosegundo dentro de la República Popular China

## Demografía
La mayoría de los habitantes de Shaanxi son de etnia han. Tan sólo el 0.6 % no pertenece a esta etnia. Hay algunos hui en el noroeste, junto a Ningxia y también manchúes y mongoles. El sur de la región, donde se encuentra Xi'an, la capital, está más poblado que el norte.

## Cultura
En el noreste de la provincia se habla el luliang, un dialecto del jin. Es representativa del noroeste de Shaanxi un tipo de ópera popular llamada qinqiang (秦腔, qínqiāng) o luantan (乱弹, luàntán).

## Turismo

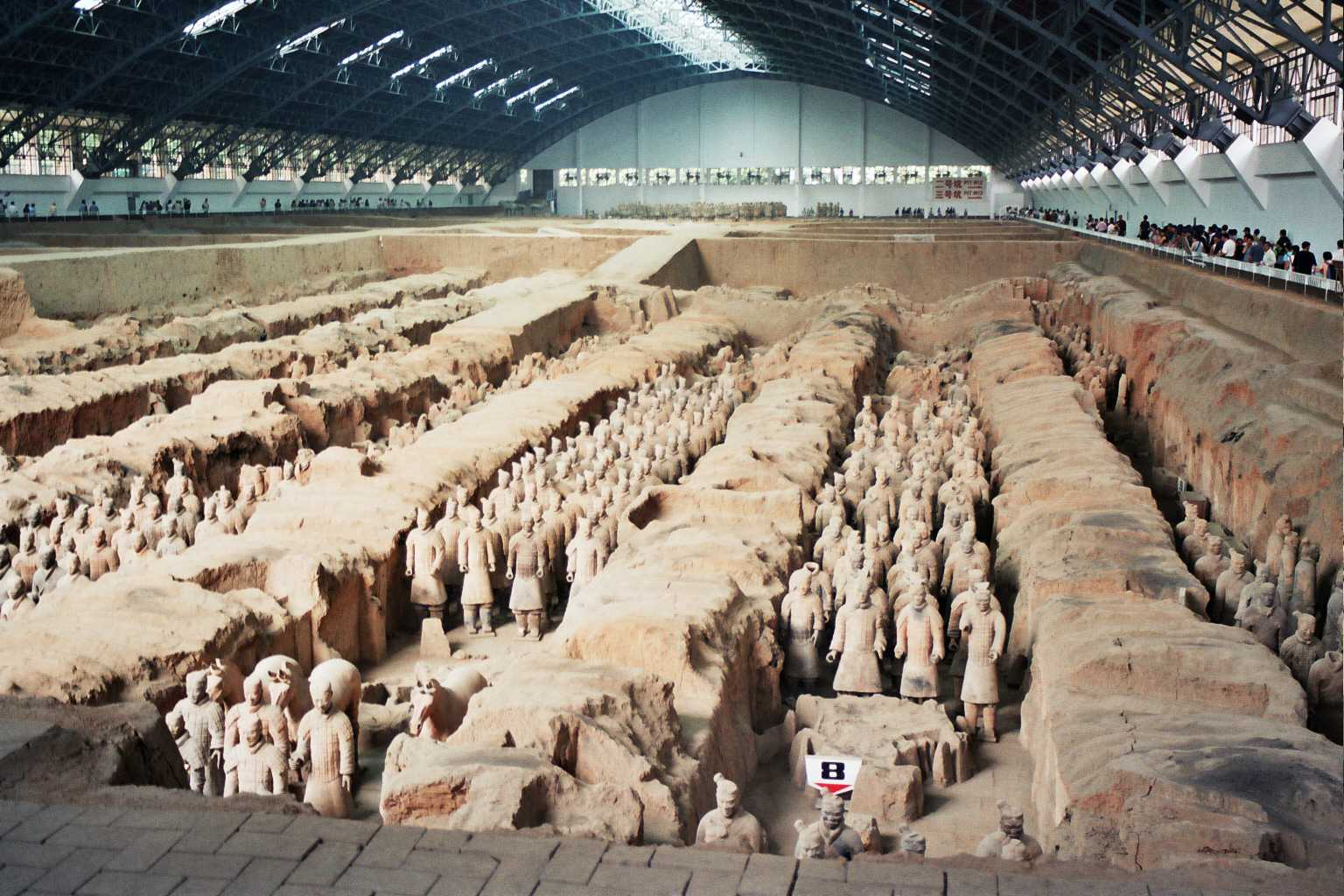
Guerreros de terracota en Xián

El principal destino turístico de Shaanxi es la capital Xi'an, especialmente sus famosos guerreros de terracota del emperador Qin Shi Huang, declarado Patrimonio de la Humanidad. También se puede visitar la Torre de la campana (钟楼, 鈡樓, zhōnglóu), la Torre del tambor (鼓楼, 鼓樓, gǔlóu), las murallas, la Gran Mezquita (大清真寺, dà qīngzhēnsì) y el barrio musulmán, el Bosque de estelas (碑林, bēilín), el Museo de Historia de Shaanxi (陕西历史博物馆, 陝西歷史博物館, Shǎnxī lìshǐ bówùguǎn), el Templo de los Ocho Inmortales (八仙庵, bāxiān ān) y las pagodas del Gran Ganso (大雁塔, dàyàn tǎ) y del Pequeño Ganso (小雁塔, xiǎoyàn tǎ).
Otros puntos interesantes de la provincia son la villa neolítica de Banpo (半坡, bànpō), cercana a Xi'an y perteneciente a la cultura Yangshao, la tumba del emperador Jing (汉景, Hàn Jĭng) de la dinastía Han, la Pagoda de Daqin y otras tumbas imperiales situadas en la llanura de Guanzhong, cercana a Xi'an.
También merecen destacarse el monte Hua, una de las cinco montañas sagradas, el monte Taibai, el pico más alto de las montañas Qinling, y Yan'an, destino de la Larga Marcha y centro de la revolución comunista entre 1935 y 1948.